# Crush Tour
Il Crush Tour è stato un tour musicale della rock band statunitense dei Bon Jovi, intrapreso durante il 2000 per promuovere il settimo album in studio del gruppo Crush.

## I Bon Jovi
- Jon Bon Jovi - voce, chitarra
- Richie Sambora - chitarra, cori
- David Bryan - tastiere, cori
- Tico Torres - batteria

## Musicisti aggiuntivi
- Hugh McDonald - basso, cori

## Date

### Leg 1: Giappone
- 12.07.2000  - Tokyo Dome, Tokyo, Giappone
- 13.07.2000  - Tokyo Dome, Tokyo, Giappone
- 15.07.2000  - Nagoya Dome, Nagoya, Giappone
- 18.07.2000  - Fukuoka Dome, Fukuoka, Giappone
- 20.07.2000  - Osaka Dome, Osaka, Giappone

### Leg 2: Europa
- 05.08.2000  - Turkuhalli, Turku, Finlandia
- 07.08.2000  - Hartwall Areena, Helsinki, Finlandia
- 09.08.2000  - Stockholm Globe Arena, Stoccolma, Svezia
- 10.08.2000  - Scandinavium, Göteborg, Svezia
- 12.08.2000  - Georg-Melches-Stadion, Essen, Germania
- 13.08.2000  - Südweststadion, Ludwigshafen sul Reno, Germania
- 15.08.2000  - A1-Ring, Zeltweg, Austria
- 16.08.2000  - Festwiese, Lipsia, Germania
- 19.08.2000  - Wembley Stadium, Londra, Inghilterra
- 20.08.2000  - Wembley Stadium, Londra, Inghilterra
- 22.08.2000  - Gateshead International Stadium, Gateshead, Inghilterra
- 23.08.2000  - Britannia Stadium, Stoke-on-Trent, Inghilterra
- 25.08.2000  - RDS, Dublino, Irlanda
- 27.08.2000  - Hippodrome Wellington, Ostenda, Belgio
- 30.08.2000  - Letzigrund Stadion, Zurigo, Svizzera
- 01.09.2000  - Gelredome, Arnhem, Paesi Bassi
- 02.09.2000  - Weserstadion, Brema, Germania
- 05.09.2000  - Waldbühne, Berlino, Germania
- 08.09.2000  - Zeppelinfeld, Norimberga, Germania

### Leg 3: Nord America
- 03.11.2000  - Independence Arena, Charlotte, NC, Stati Uniti d'America
- 05.11.2000  - National Car Rental Center, Fort Lauderdale, FL, Stati Uniti d'America
- 08.11.2000  - FleetCenter, Boston, MA, Stati Uniti d'America
- 10.11.2000  - First Union Center, Filadelfia, PA, Stati Uniti d'America
- 12.11.2000  - Mellon Arena, Pittsburgh, PA, Stati Uniti d'America
- 14.11.2000  - First Union Arena, Wilkes-Barre, PA, Stati Uniti d'America
- 16.11.2000  - Continental Airlines Arena, East Rutherford, NJ, Stati Uniti d'America
- 18.11.2000  - The Palace of Auburn Hills, Detroit, MI, Stati Uniti d'America
- 20.11.2000  - Allstate Arena, Chicago, IL, Stati Uniti d'America
- 22.11.2000  - Conseco Fieldhouse, Indianapolis, IN, Stati Uniti d'America
- 24.11.2000  - Savvis Center, Saint Louis, MO, Stati Uniti d'America
- 25.11.2000  - Firstar Center, Cincinnati, OH, Stati Uniti d'America
- 27.11.2000  - Air Canada Centre, Toronto, ON, Canada
- 28.11.2000  - Molson Centre, Montréal, QC, Canada
- 02.12.2000  - Great Western Forum, Los Angeles, CA, Stati Uniti d'America